# 救世軍中原慈善基金皇后山學校
救世軍中原慈善基金皇后山學校（英語：The Salvation Army Centaline Charity Fund Queen's Hill School）是一所設於香港北區的津貼小學，毗鄰皇后山邨，於2021年創立，並於同年9月正式開課。

## 歷史
為配合皇后山軍營舊址的公營房屋項目（即皇后山邨及山麗苑）於2021-22年間入伙，政府於2017年初推出兩座毗鄰皇后山邨的擬建小學（包括此校在內），各自設有30班。至同年9月，此校所在的用地正式批予救世軍港澳軍區，而毗鄰的用地由則東華三院投得。
在2018年尾，此校連同毗鄰小學的建校計劃，正式交付立法會表決，並於翌年年初動工，預計2021年9月完工啟用。但是，此校連同曾憲備小學，直至2021年1月仍未列入粉嶺第81校網的選校名冊。及後，教育局宣佈有意入讀兩校的首批學生，其家長均需於同年8月尾前，循轉校或轉網形式申請。
救世軍於2020年「教育主日」活動中，首次公佈此校暫名為「救世軍皇后山學校」。隨後，校舍亦於2021年中完工，並在同年6月21日移交救世軍。由於在籌款程序當中，地產代理商中原地產轄下「中原慈善基金」的捐款數額最高，此校的正式校名亦加上該基金會的名稱。
此校於2021年9月正式開課，首年小一至小六各級均招收一班。

## 校舍
皇后山學校校舍為一所佔地6,100平方米的後千禧校舍，設有30間課室及各種特別室，鄰近皇后山邨公共運輸交匯處及商場北翼。此校與毗鄰的東華三院曾憲備小學，均由周德年建築師事務所設計，並由聯力建築承建，已於2021年6月尾完工。

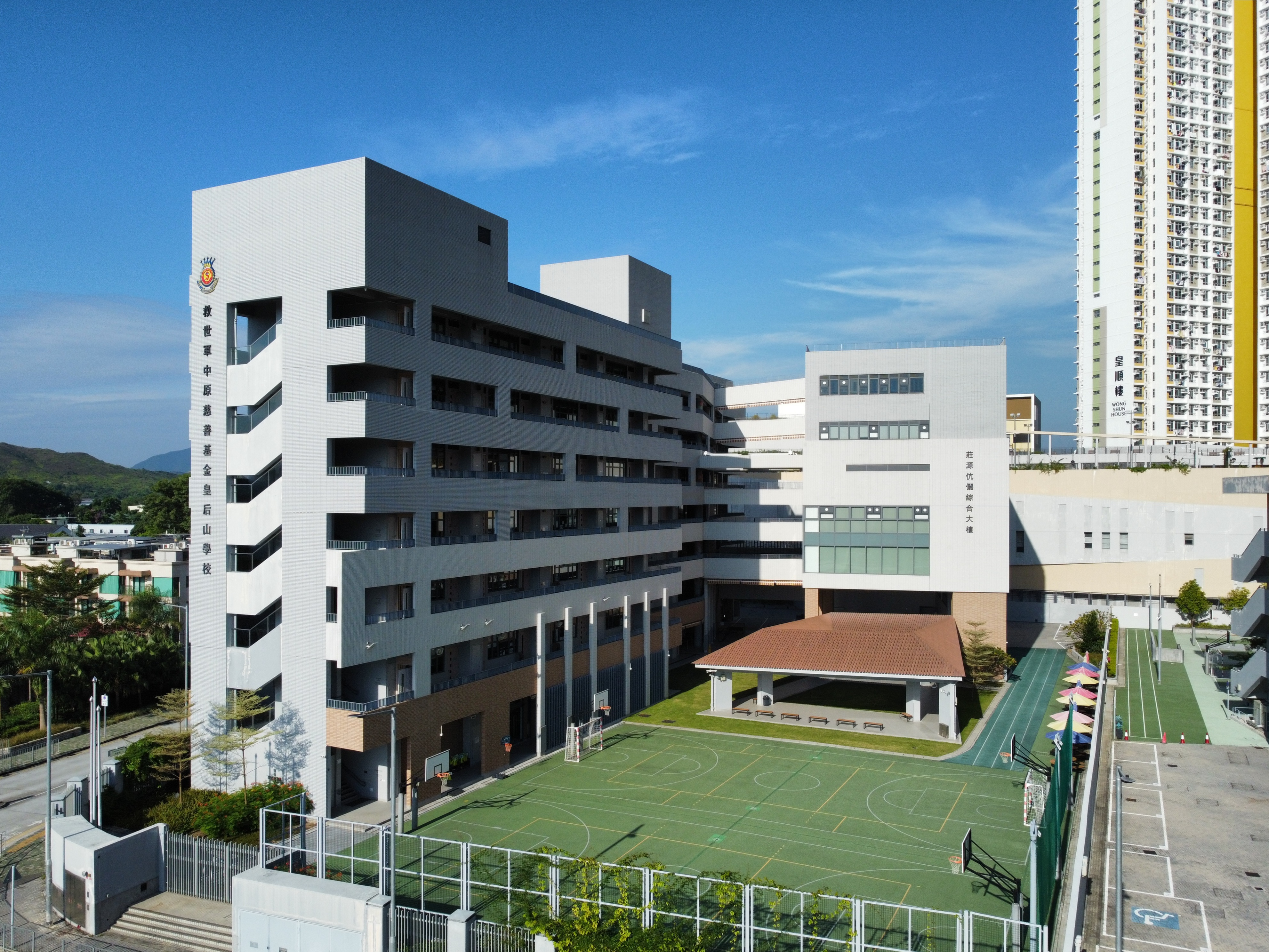
校舍整體
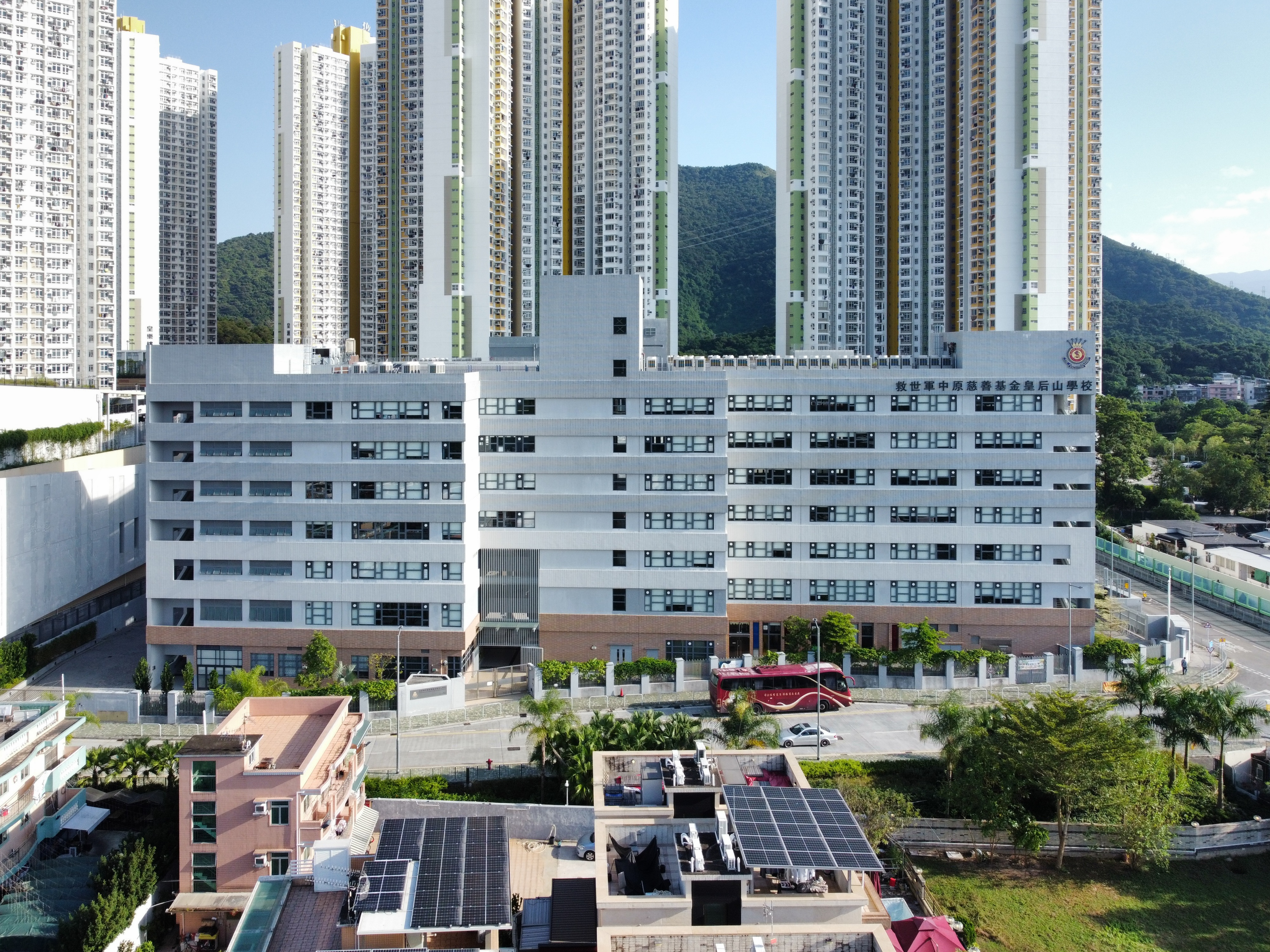
校舍西北面
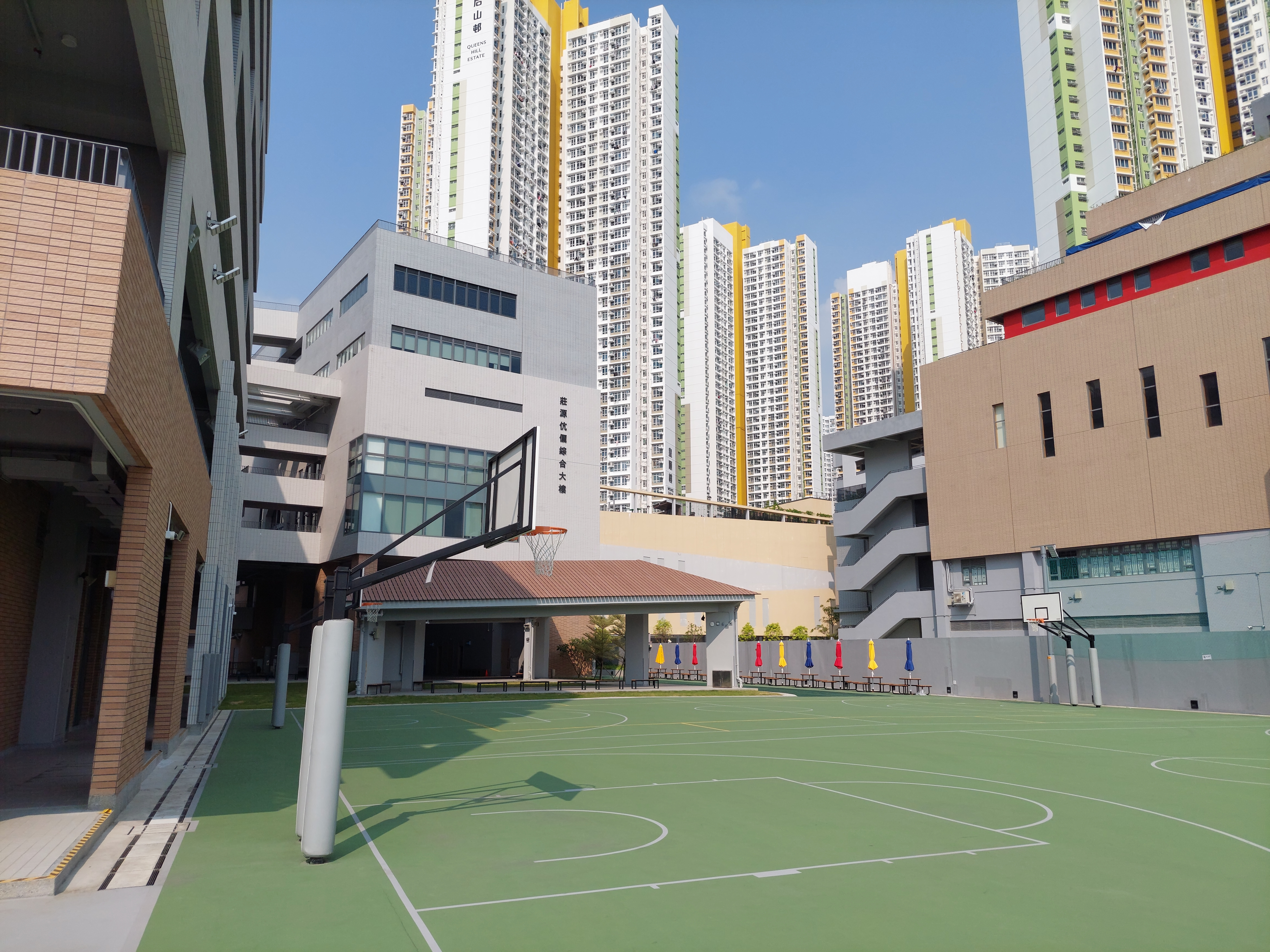
操場

#### 校舍建設圖集

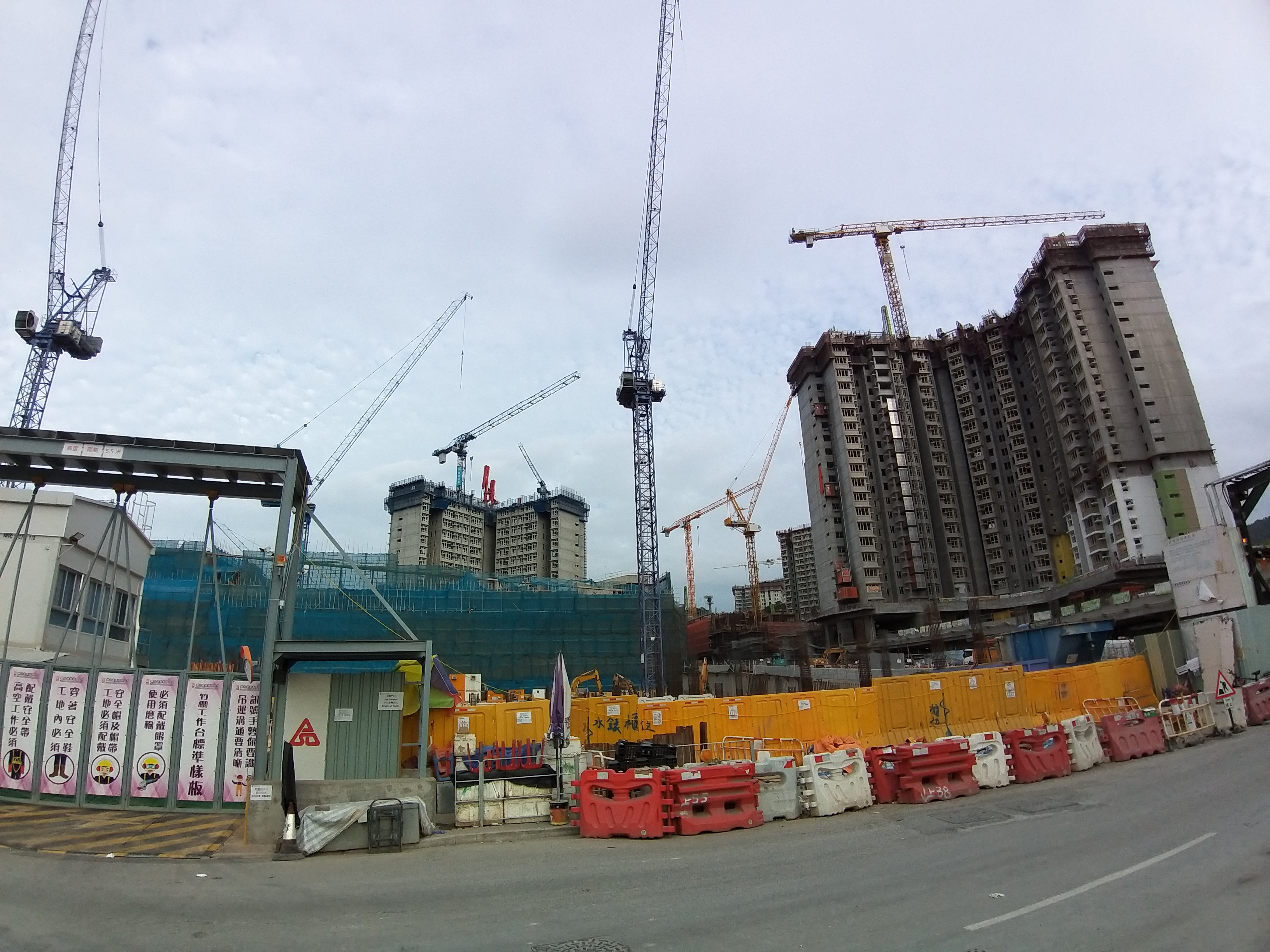
開始興建上蓋，2020年1月
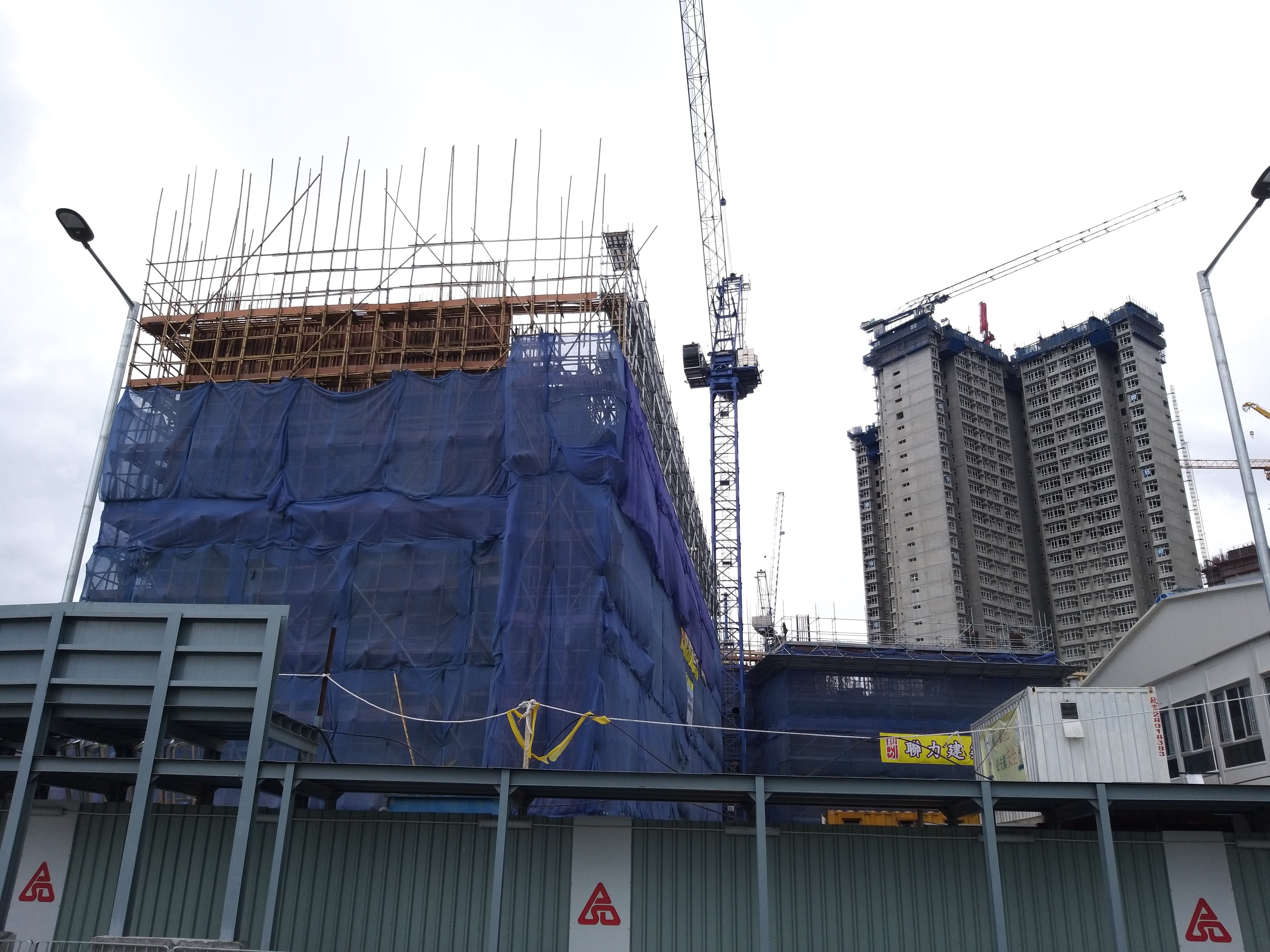
2020年6月
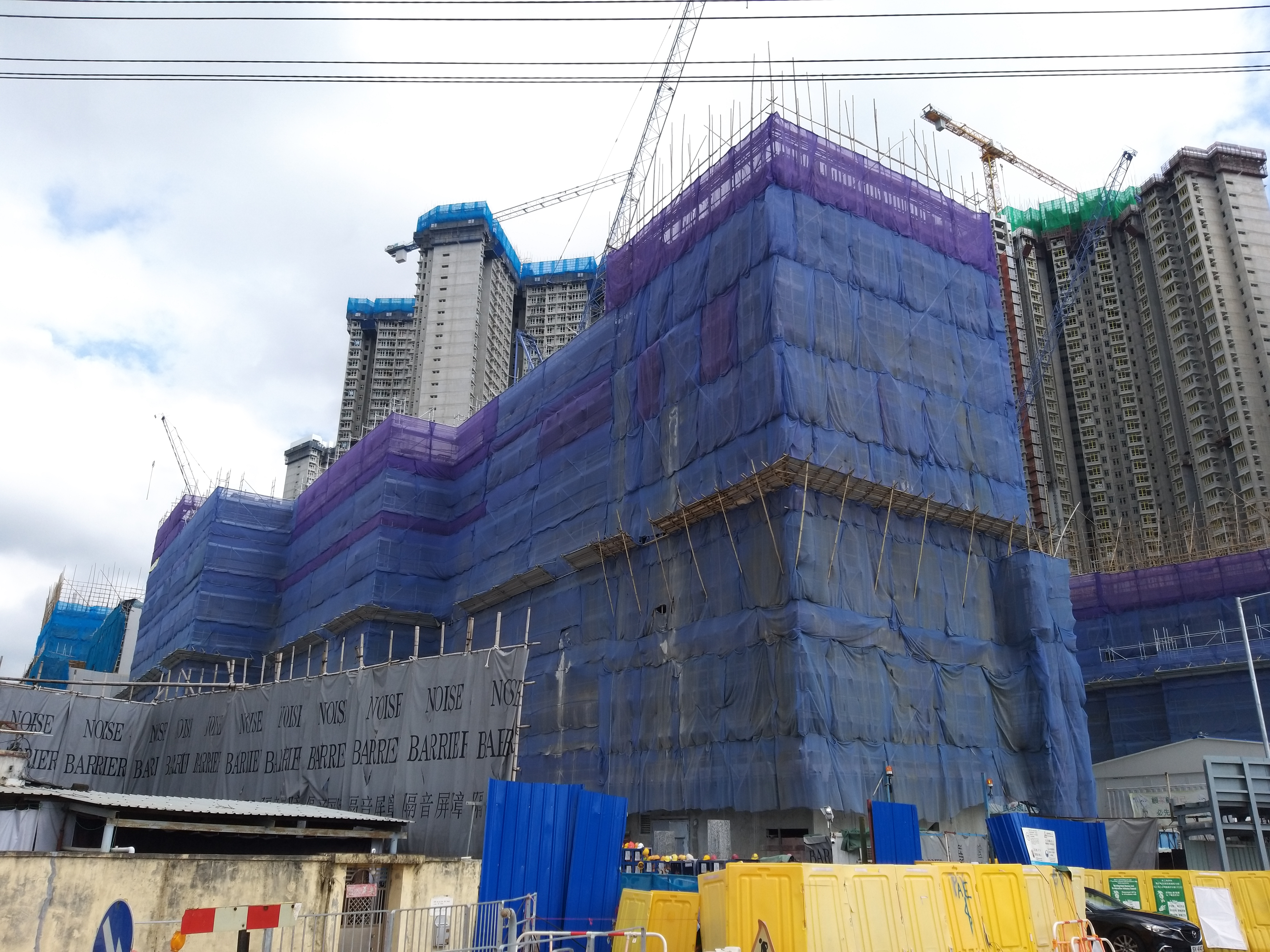
2020年9月
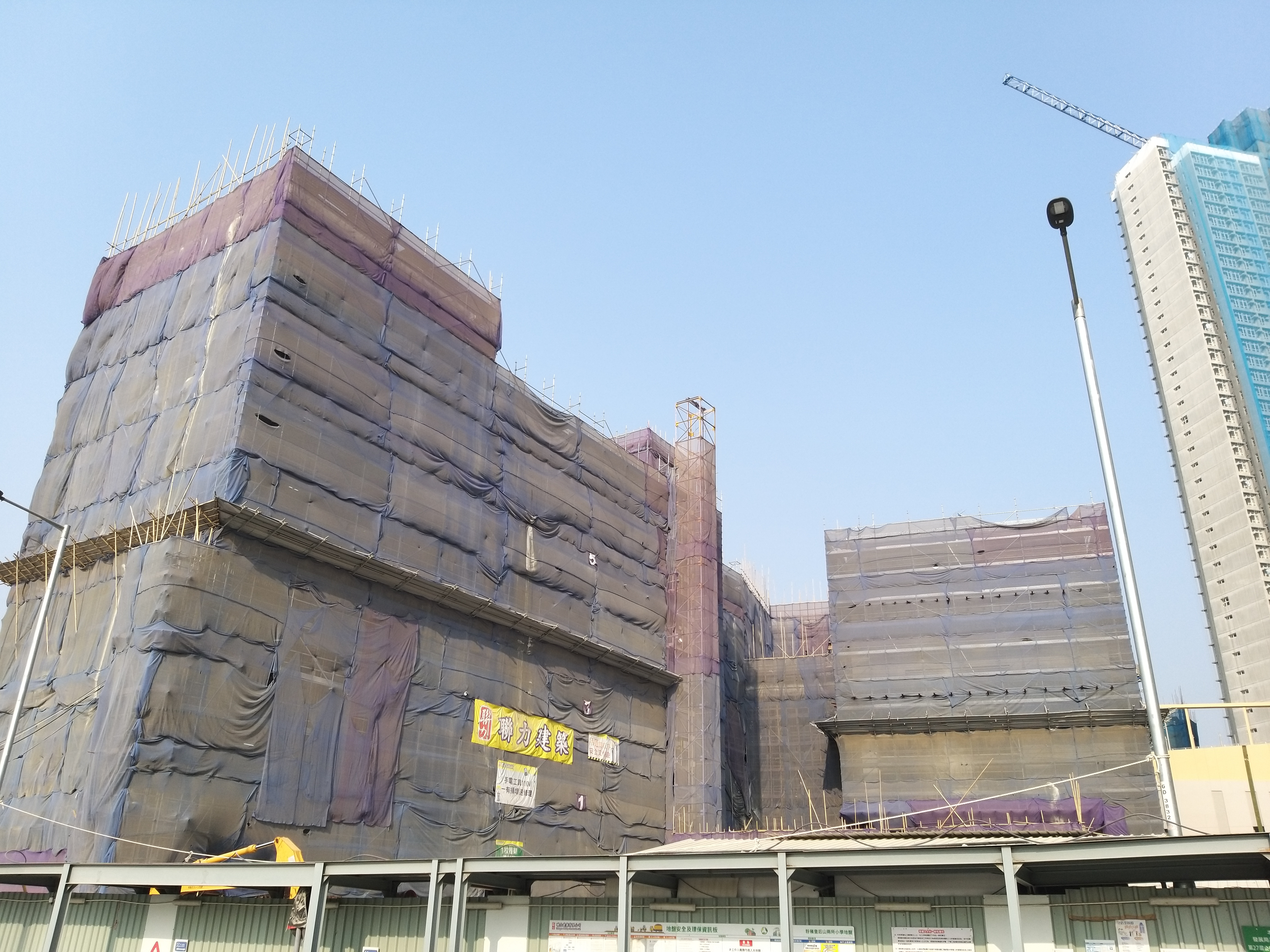
校舍平頂，2021年1月
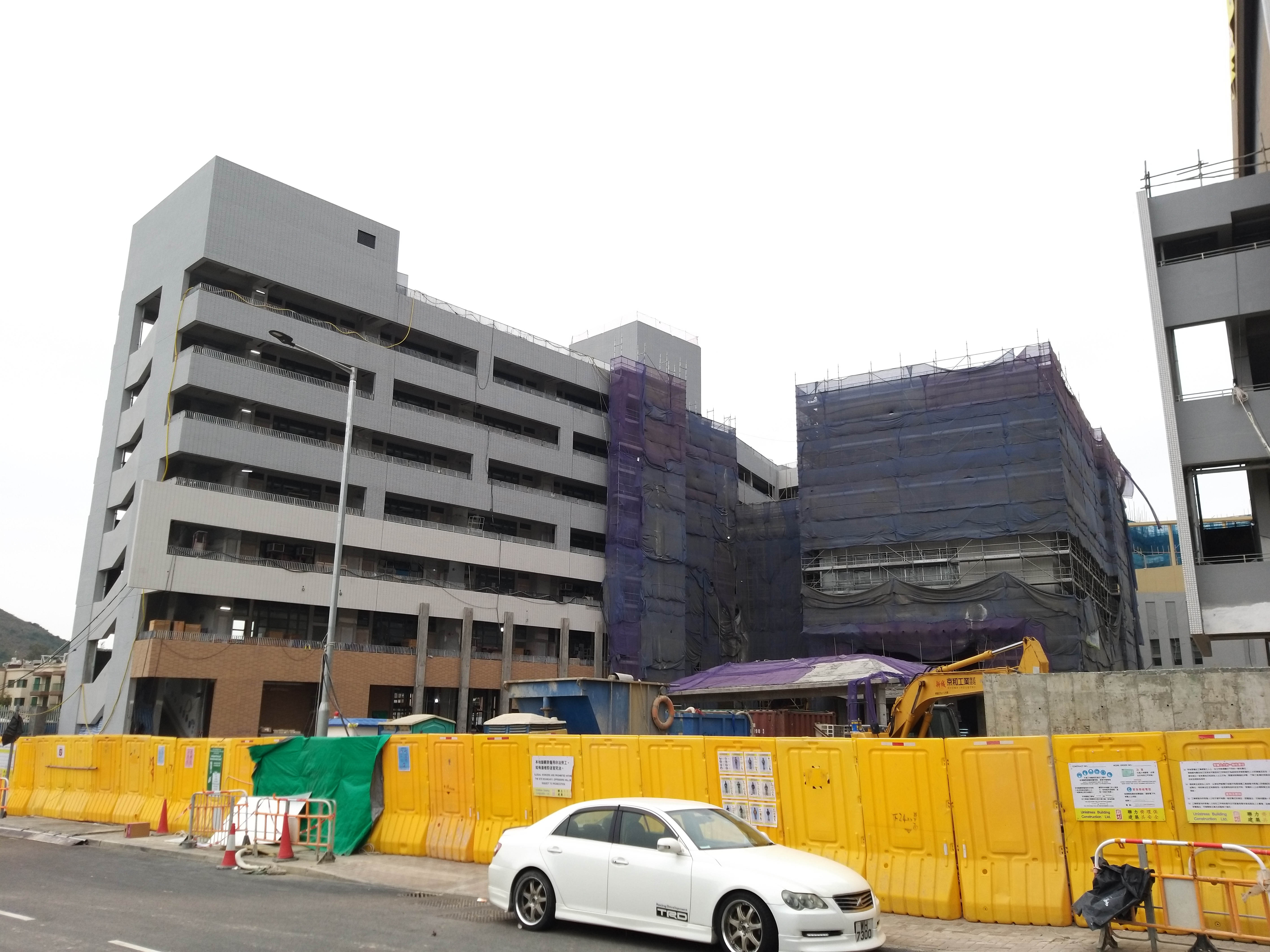
正在拆棚，2021年3月
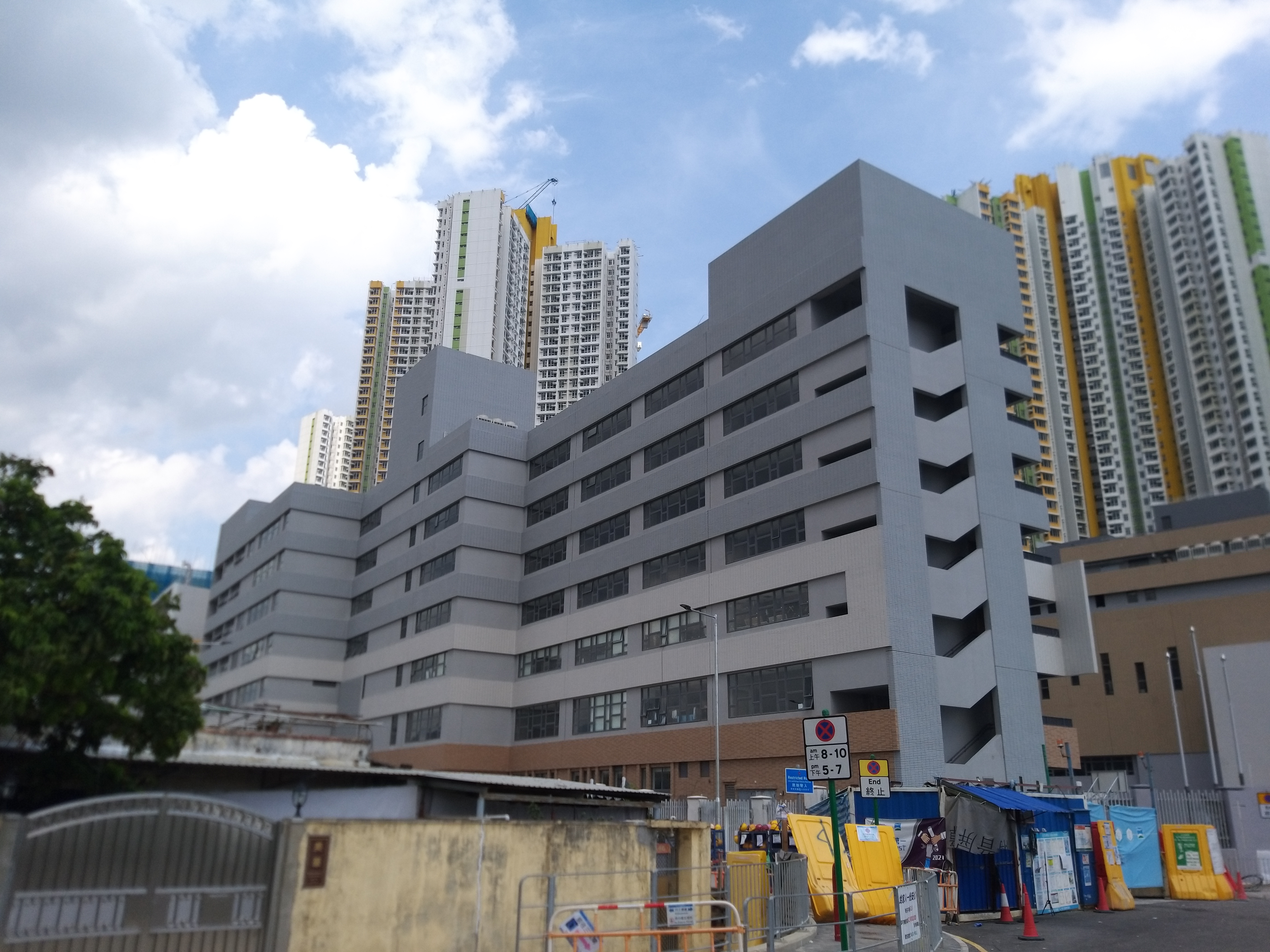
交付前夕，2021年6月
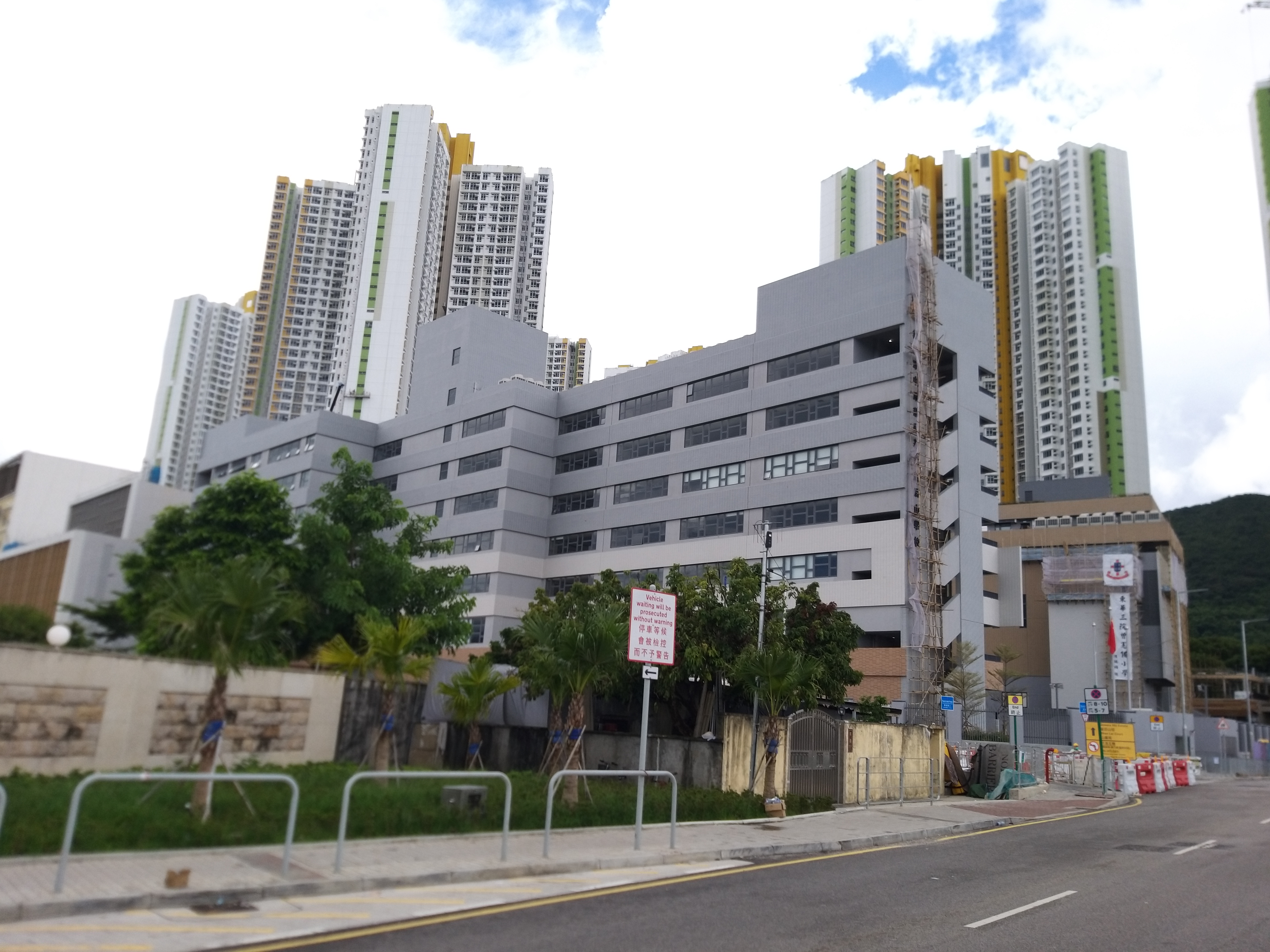
正安裝校名，2021年9月

## 歷任行政人員

### 校監
- 魯淑貞女士（2021年-2023年，創校校監，原同系林拔中紀念學校創校校長）
- 勞耀基先生（2023年起，現任校監；原創校校長）

### 校長
- 勞耀基先生（2021年-2023年，創校校長，由同系林拔中紀念學校調任）
- 陳喜泉先生（2023年起，現任校長，同上）

## 軼事及事件
- 在此校連同曾憲備小學校舍進行分配時，基督教聖約教會[12]、中華基督教會香港區會[13]、香港五旬節聖潔會[14]及教育評議會亦分別參與競投，但最後不果。及後，教育評議會執委曹啟樂於網媒《灼見名家》上發表評論文章，批評政府分配建校用地時有所偏袒，更不點名指責救世軍辦學往績遜色，不應再獲分配新校[15]。在上述文章刊登後，救世軍方面隨即反駁，並趁機介紹此校的教育理念[16]。
- 2020年9月28日，此校及毗鄰曾憲備小學的地盤內發生工業意外，一名工人在其中一間校舍4樓工作時，不慎從工作台墮下，頭部著地並當場昏迷，隨即被送院救治[17]。

## 外部連結
- 救世軍中原慈善基金皇后山學校官方網頁